# Teraz i tu (singel Anny Marii Jopek)
Teraz i tu – pierwszy singel promocyjny Anny Marii Jopek zapowiadający album ID z międzynarodowymi gośćmi.

## Lista utworów
1. Teraz i tu 4:46
2. Spróbuj Mówić Kocham (wersja 2005) - wersja niepublikowana zarejestrowana 14.12.2005 podczas przyjęcia urodzinowego AMJ 5:27
3. ID (Ben Findlay Mix) - wersja niepublikowana 4:03